# سلاپی (ناحیه پراگ-غرب)
سلاپی (به چکی: Slapy) یک منطقهٔ مسکونی در جمهوری چک است که در ناحیه پراگ-غرب واقع شده‌است. سلاپی ۲۰٫۲۳ کیلومتر مربع مساحت و ۷۶۵ نفر جمعیت دارد و ۳۵۸ متر بالاتر از سطح دریا واقع شده‌است.